# Groß Sarau
Groß Sarau er en by og en kommune i det nordlige Tyskland, beliggende i Amt Lauenburgische Seen under Kreis Herzogtum Lauenburg. Kreis Herzogtum Lauenburg ligger i delstaten Slesvig-Holsten.

## Geografi
Groß Sarau ligger på vestbredden af Ratzeburger See i Naturpark Lauenburgische Seen.
Ud over Groß Sarau ligger i kommunen landsbyerne og bebyggelserne Gut Tüschenbek (tidligere en del af Amt Tüschenbek), Nädlershorst, Ziegelhorst, Rothenhusen, Hornstorf, Klein Sarau og Holstendorf. Den sydlige del af Blankensee ligger i kommunens område.

## Trafik
Bundesstraße 207, der er den nutidige version af Alte Salzstraße fører gennem kommunen, og krydser i den nordlige del af kommunen motorvejen A20, der har to frakørsler i Groß Sarau. Fra den gamle toldstation Rothenhusen ved nordenden af Ratszeburger See, fører vandreruten Drägerweg til Lübeck. Her begynder også floden Wakenitz sit løb mod Trave ved Lübeck.